# Sycosis de la barbe

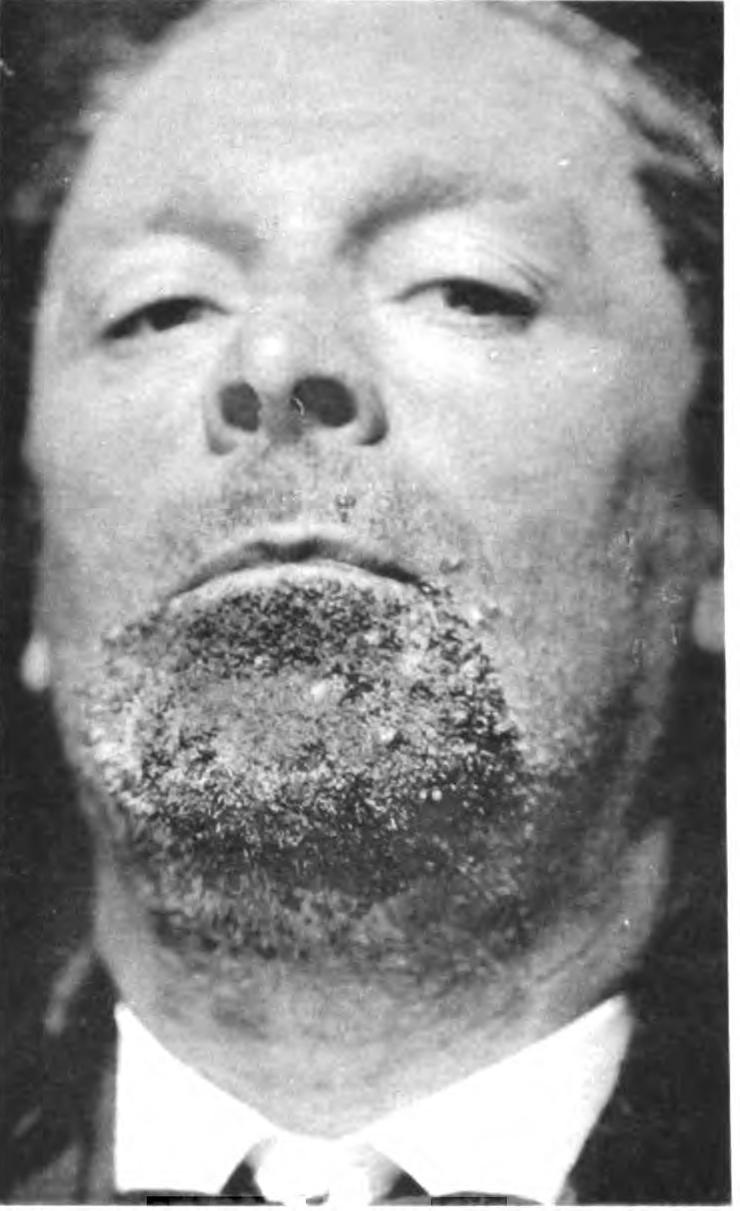
Sycosis de la barbe

Le sycosis de la barbe {le mot vient du mot latin féminin sycosis et du mot féminin grec σύκωσις (súkôsis)} est une affection cutanée caractérisée par une infection chronique du menton et ses alentours. L'irritation est causée par une infection profonde des follicules pileux, souvent par des bactéries Staphylococcus ou Propionibacterium, plus rarement par des champignons du genre Trichophyton comme Trichophyton mentagrophytes.
Elle provoque des papules érythémateuses asymptomatiques ou douloureuses et tendres. Ces pustules peuvent se former autour des poils dans la barbe ou dans la nuque.